# Premio Minotauro
El premio Minotauro es un premio literario otorgado a la mejor novela inédita de ciencia ficción, terror o fantasía. Es concedido por la editorial Minotauro. Es el premio de este género con mayor dotación económica del mundo, dicho por la propia editorial que lo convoca, y refiriéndose a premios específicos de género. Sin embargo esto no se puede decir en la actualidad, ya que la cuantía del premio ha sido notablemente reducida, habiendo otros premios, como el  Premio Literario Tristana, de novela fantástica, que está dotado de un premio similar y también incluye su publicación,

## Premio
El premio es otorgado por un jurado de siete personas elegidas por la editorial, y consiste en 6000 euros en 2016, en concepto de adelanto por los derechos de autor. A cambio de este dinero, se editará la novela sin que el autor perciba otros ingresos hasta un máximo de 20.000 ejemplares. Si se editaran más de 20.000 ejemplares el autor pasaría a cobrar un porcentaje de las ventas (10% en tapa dura y rústica, 5% en ediciones económicas y de bolsillo).

## Ganadores y nominados
| Edición | Obra Ganadora                                             | Otras obras finalistas                                                                  | Enlaces externos | Num. de obras | Premio   | Jurado |  |
| ------- | --------------------------------------------------------- | --------------------------------------------------------------------------------------- | ---------------- | ------------- | -------- | --- |  |
| 2004    | Máscaras de matar de León Arsenal Avance                  | - Mystes, de Víctor Conde                                                               | Editorial        | 233           | 18.000 € | Fernando Savater, Álex de la Iglesia, Ángela Vallvey, Marcial Souto, Laura Falcó Lara Secretario: Francisco García Lorenzana                                        |  |
| 2004    | Máscaras de matar de León Arsenal Avance                  | - Fábulas invernales, de Carlos Gardini                                                 |                  | 233           | 18.000 € | Fernando Savater, Álex de la Iglesia, Ángela Vallvey, Marcial Souto, Laura Falcó Lara Secretario: Francisco García Lorenzana                                        |  |
| 2004    | Máscaras de matar de León Arsenal Avance                  | - Crónica de Tierra dos, de Jordi Sierra i Fabra                                        | Editorial        | 233           | 18.000 € | Fernando Savater, Álex de la Iglesia, Ángela Vallvey, Marcial Souto, Laura Falcó Lara Secretario: Francisco García Lorenzana                                        |  |
| 2004    | Máscaras de matar de León Arsenal Avance                  | - En tierra cruenta, Patricia Flores Figueroa                                           | Editorial        | 233           | 18.000 € | Fernando Savater, Álex de la Iglesia, Ángela Vallvey, Marcial Souto, Laura Falcó Lara Secretario: Francisco García Lorenzana                                        |  |
| 2005    | Los sicarios del cielo, de Rodolfo Martínez               | - El teatro secreto, de Víctor Conde                                                    | Editorial        | 230           | 18.000 € | Fernando Savater, Chicho Ibáñez Serrador, Ángela Vallvey, Marcial Souto, León Arsenal, M. Ángeles Mercader, Laura Falcó Lara Secretario: Francisco García Lorenzana |  |
| 2005    | Los sicarios del cielo, de Rodolfo Martínez               | - El juego del tiempo, de Sergio Gaut vel Hartman                                       |                  | 230           | 18.000 € | Fernando Savater, Chicho Ibáñez Serrador, Ángela Vallvey, Marcial Souto, León Arsenal, M. Ángeles Mercader, Laura Falcó Lara Secretario: Francisco García Lorenzana |  |
| 2005    | Los sicarios del cielo, de Rodolfo Martínez               | - El Código Secreto: El Misterio de Las Trescientas Holandesas, de Jorge Sabaté Martí   | Editorial        | 230           | 18.000 € | Fernando Savater, Chicho Ibáñez Serrador, Ángela Vallvey, Marcial Souto, León Arsenal, M. Ángeles Mercader, Laura Falcó Lara Secretario: Francisco García Lorenzana |  |
| 2005    | Los sicarios del cielo, de Rodolfo Martínez               | - Danza de tinieblas, de Eduardo Vaquerizo                                              | Editorial        | 230           | 18.000 € | Fernando Savater, Chicho Ibáñez Serrador, Ángela Vallvey, Marcial Souto, León Arsenal, M. Ángeles Mercader, Laura Falcó Lara Secretario: Francisco García Lorenzana |  |
| 2006    | Señores del Olimpo, de Javier Negrete                     | - Los inmortales no escuchan música, de Alberto de la Rocha Muñoz                       |                  | 148           | 18.000 € | Fernando Savater, Ángela Vallvey, Marcial Souto, Rodolfo Martínez, M. Ángeles Mercader, Pedro Matesanz, Laura Falcó Lara Secretario: Francisco García Lorenzana     |  |
| 2006    | Señores del Olimpo, de Javier Negrete                     | - Las sendas púrpura, de Ángel Torres Quesada                                           |                  | 148           | 18.000 € | Fernando Savater, Ángela Vallvey, Marcial Souto, Rodolfo Martínez, M. Ángeles Mercader, Pedro Matesanz, Laura Falcó Lara Secretario: Francisco García Lorenzana     |  |
| 2006    | Señores del Olimpo, de Javier Negrete                     | - Sombras de una vieja raza, de Alejandro Guardiola Refoyo                              |                  | 148           | 18.000 € | Fernando Savater, Ángela Vallvey, Marcial Souto, Rodolfo Martínez, M. Ángeles Mercader, Pedro Matesanz, Laura Falcó Lara Secretario: Francisco García Lorenzana     |  |
| 2006    | Señores del Olimpo, de Javier Negrete                     | - Juglar(novela) de Rafael Marín                                                        | Avance           | 148           | 18.000 € | Fernando Savater, Ángela Vallvey, Marcial Souto, Rodolfo Martínez, M. Ángeles Mercader, Pedro Matesanz, Laura Falcó Lara Secretario: Francisco García Lorenzana     |  |
| 2007    | Gothika, de Clara Tahoces                                 | - La estrella oscura. Crónicas de Nerdhos, de Leonardo Ropero Serrano                   |                  | 148           | 18.000 € | Fernando Savater, Ángela Vallvey, Marcial Souto, Rodolfo Martínez, M. Ángeles Mercader, Pedro Matesanz, Laura Falcó Lara Secretario: Francisco García Lorenzana     |  |
| 2007    | Gothika, de Clara Tahoces                                 | - La Máscara transparente, de Daédor(seudónimo)                                         |                  | 148           | 18.000 € | Fernando Savater, Ángela Vallvey, Marcial Souto, Rodolfo Martínez, M. Ángeles Mercader, Pedro Matesanz, Laura Falcó Lara Secretario: Francisco García Lorenzana     |  |
| 2007    | Gothika, de Clara Tahoces                                 | - Magos: La esencia y el dragón, de Lobsang Federico Camacho                            |                  | 148           | 18.000 € | Fernando Savater, Ángela Vallvey, Marcial Souto, Rodolfo Martínez, M. Ángeles Mercader, Pedro Matesanz, Laura Falcó Lara Secretario: Francisco García Lorenzana     |  |
| 2007    | Gothika, de Clara Tahoces                                 | - Noches de suburbio, de Víctor Blanco Díaz                                             |                  | 148           | 18.000 € | Fernando Savater, Ángela Vallvey, Marcial Souto, Rodolfo Martínez, M. Ángeles Mercader, Pedro Matesanz, Laura Falcó Lara Secretario: Francisco García Lorenzana     |  |
| 2008    | El libro de Nobac, de Federico Fernández Giordano Avance  | - Ángeles de titanio, de Klaus Gordonkraff (seudónimo)                                  |                  | 221           | 18.000 € | Fernando González Delgado, Ángela Vallvey, Pere Matesanz, Olga Rubio, Juan Eslava Galán, Laura Falcó Lara, Clara Tahoces Secretario: José López Jara                |  |
| 2008    | El libro de Nobac, de Federico Fernández Giordano Avance  | - Aquamarine (novela), de Vera Parkhutik                                                | Descripción      | 221           | 18.000 € | Fernando González Delgado, Ángela Vallvey, Pere Matesanz, Olga Rubio, Juan Eslava Galán, Laura Falcó Lara, Clara Tahoces Secretario: José López Jara                |  |
| 2008    | El libro de Nobac, de Federico Fernández Giordano Avance  | - Rey Sátiro, de Antonio Domínguez Leiva                                                |                  | 221           | 18.000 € | Fernando González Delgado, Ángela Vallvey, Pere Matesanz, Olga Rubio, Juan Eslava Galán, Laura Falcó Lara, Clara Tahoces Secretario: José López Jara                |  |
| 2008    | El libro de Nobac, de Federico Fernández Giordano Avance  | - Switch in the Red, de Susana Vallejo                                                  | Avance           | 221           | 18.000 € | Fernando González Delgado, Ángela Vallvey, Pere Matesanz, Olga Rubio, Juan Eslava Galán, Laura Falcó Lara, Clara Tahoces Secretario: José López Jara                |  |
| 2009    | El Templo de la Luna, de Fernando J. López del Oso        | - En la ciudad oscura, de Ángel Towers                                                  |                  | 205           | 10 000 € | Fernando González Delgado, Ángela Vallvey, Juan Eslava Galán, Laura Falcó, Federico Fernández Giordano Secretario: José López Jara                                  |  |
| 2009    | El Templo de la Luna, de Fernando J. López del Oso        | - El desafío de Jorge Merelo Camarero                                                   |                  | 205           | 10 000 € | Fernando González Delgado, Ángela Vallvey, Juan Eslava Galán, Laura Falcó, Federico Fernández Giordano Secretario: José López Jara                                  |  |
| 2009    | El Templo de la Luna, de Fernando J. López del Oso        | - Las graves planicies, de Antonio Santos                                               |                  | 205           | 10 000 € | Fernando González Delgado, Ángela Vallvey, Juan Eslava Galán, Laura Falcó, Federico Fernández Giordano Secretario: José López Jara                                  |  |
| 2009    | El Templo de la Luna, de Fernando J. López del Oso        | - ¡Por San Jorge!, de Nicanor Quintín Buenaventura (seudónimo)                          |                  | 205           | 10 000 € | Fernando González Delgado, Ángela Vallvey, Juan Eslava Galán, Laura Falcó, Federico Fernández Giordano Secretario: José López Jara                                  |  |
| 2010    | Crónicas del multiverso, de Víctor Conde                  | - Bionómicon, de Rodolfo Skujins                                                        |                  | 203           | 10 000 € | Fernando González Delgado, Ángela Vallvey, Juan Eslava Galán, Laura Falcó, Fernando J. López del Oso Secretario: José López Jara                                    |  |
| 2010    | Crónicas del multiverso, de Víctor Conde                  | - Con otros ojos, de Fabián Plaza                                                       |                  | 203           | 10 000 € | Fernando González Delgado, Ángela Vallvey, Juan Eslava Galán, Laura Falcó, Fernando J. López del Oso Secretario: José López Jara                                    |  |
| 2010    | Crónicas del multiverso, de Víctor Conde                  | - El faro de las lágrimas perdidas, de Hugo Stuven Casasnovas                           |                  | 203           | 10 000 € | Fernando González Delgado, Ángela Vallvey, Juan Eslava Galán, Laura Falcó, Fernando J. López del Oso Secretario: José López Jara                                    |  |
| 2010    | Crónicas del multiverso, de Víctor Conde                  | - Tierra de nada, de Miguel Palacios                                                    |                  | 203           | 10 000 € | Fernando González Delgado, Ángela Vallvey, Juan Eslava Galán, Laura Falcó, Fernando J. López del Oso Secretario: José López Jara                                    |  |
| 2011    | Ciudad sin estrellas, de Montse de Paz                    | - La isla cribada, de George Gordon Noel (seudónimo)                                    |                  | 191           | 10 000 € | Fernando González Delgado, Juan Eslava Galán, Laura Falcó, Ángela Vallvey, Víctor Conde Secretario: José López Jara                                                 |  |
| 2011    | Ciudad sin estrellas, de Montse de Paz                    | - La última sombra, de Agustín Lozano de la Cruz                                        |                  | 191           | 10 000 € | Fernando González Delgado, Juan Eslava Galán, Laura Falcó, Ángela Vallvey, Víctor Conde Secretario: José López Jara                                                 |  |
| 2011    | Ciudad sin estrellas, de Montse de Paz                    | - Los propios rusos, de Nikolái Kardashov (seudónimo)                                   |                  | 191           | 10 000 € | Fernando González Delgado, Juan Eslava Galán, Laura Falcó, Ángela Vallvey, Víctor Conde Secretario: José López Jara                                                 |  |
| 2011    | Ciudad sin estrellas, de Montse de Paz                    | - Llamada en la noche de Francisco Fernández Corredor (seudónimo)                       |                  | 191           | 10 000 € | Fernando González Delgado, Juan Eslava Galán, Laura Falcó, Ángela Vallvey, Víctor Conde Secretario: José López Jara                                                 |  |
| 2012    | La torre prohibida, de Ángel Gutiérrez y David Zurdo      | - Hacker sapiens, de Edgar Martin                                                       | Avance           | 227           | 10 000 € | Montse de Paz, Fernando González Delgado, Juan Eslava Galán, Laura Falcó, Ángela Vallvey Secretario: José López Jara                                                |  |
| 2012    | La torre prohibida, de Ángel Gutiérrez y David Zurdo      | - Los mártires de Olly, de María Bayón                                                  |                  | 227           | 10 000 € | Montse de Paz, Fernando González Delgado, Juan Eslava Galán, Laura Falcó, Ángela Vallvey Secretario: José López Jara                                                |  |
| 2012    | La torre prohibida, de Ángel Gutiérrez y David Zurdo      | - Los seres infinitos, de Sergio Irigoyen                                               | Avance           | 227           | 10 000 € | Montse de Paz, Fernando González Delgado, Juan Eslava Galán, Laura Falcó, Ángela Vallvey Secretario: José López Jara                                                |  |
| 2012    | La torre prohibida, de Ángel Gutiérrez y David Zurdo      | - Nekromanteia, de Daniel P. Espinosa                                                   | Avance           | 227           | 10 000 € | Montse de Paz, Fernando González Delgado, Juan Eslava Galán, Laura Falcó, Ángela Vallvey Secretario: José López Jara                                                |  |
| 2013    | Panteón (novela), de Carlos Sisí                          | - Volverás a Toledo, de Susana Vallejo                                                  |                  | 590           | 10 000 € | Ángel Gutiérrez, David Zurdo, Fernando González Delgado, Juan Eslava Galán, Laura Falcó, Ángela Vallvey Secretario: José López Jara                                 |  |
| 2013    | Panteón (novela), de Carlos Sisí                          | - Thot, de Javier Couto                                                                 | Descripción      | 590           | 10 000 € | Ángel Gutiérrez, David Zurdo, Fernando González Delgado, Juan Eslava Galán, Laura Falcó, Ángela Vallvey Secretario: José López Jara                                 |  |
| 2013    | Panteón (novela), de Carlos Sisí                          | - El club de los cinco minutos, de Andrés Moutas                                        |                  | 590           | 10 000 € | Ángel Gutiérrez, David Zurdo, Fernando González Delgado, Juan Eslava Galán, Laura Falcó, Ángela Vallvey Secretario: José López Jara                                 |  |
| 2013    | Panteón (novela), de Carlos Sisí                          | - El bosque del dios lobo, de Mayte Navales                                             |                  | 590           | 10 000 € | Ángel Gutiérrez, David Zurdo, Fernando González Delgado, Juan Eslava Galán, Laura Falcó, Ángela Vallvey Secretario: José López Jara                                 |  |
| 2014    | Verano de miedo, de Carlos Molinero                       | - ¿Cuál es tu lucha?, de Griot (seudónimo)                                              |                  | 450           | 10 000 € | Adrián Guerra, Ángel Sala, Marcela Serras, Javier Sierra y Carlos Sisí Secretario:                                                                                  |  |
| 2014    | Verano de miedo, de Carlos Molinero                       | - Cuéntame un cuento japonés mientras el mundo se acaba, de Maria Antònia Martí Escayol |                  | 450           | 10 000 € | Adrián Guerra, Ángel Sala, Marcela Serras, Javier Sierra y Carlos Sisí Secretario:                                                                                  |  |
| 2014    | Verano de miedo, de Carlos Molinero                       | - Hugo Lémur y los ladrones de sueños, de Luis Manuel Rui                               |                  | 450           | 10 000 € | Adrián Guerra, Ángel Sala, Marcela Serras, Javier Sierra y Carlos Sisí Secretario:                                                                                  |  |
| 2014    | Verano de miedo, de Carlos Molinero                       | - Por los ojos del elegido, de Isabel Belmonte                                          |                  | 450           | 10 000 € | Adrián Guerra, Ángel Sala, Marcela Serras, Javier Sierra y Carlos Sisí Secretario:                                                                                  |  |
| 2015    | Los que sueñan, de Elio Quiroga                           |                                                                                         |                  |               | 6.000 €  | Adrián Guerra, Carlos Molinero, Ángel Sala, Marcela Serras, Javier Sierra. Secretario:                                                                              |  |
| 2015    | Los que sueñan, de Elio Quiroga                           |                                                                                         |                  |               | 6.000 €  | Adrián Guerra, Carlos Molinero, Ángel Sala, Marcela Serras, Javier Sierra. Secretario:                                                                              |  |
| 2015    | Los que sueñan, de Elio Quiroga                           |                                                                                         |                  |               | 6.000 €  | Adrián Guerra, Carlos Molinero, Ángel Sala, Marcela Serras, Javier Sierra. Secretario:                                                                              |  |
| 2015    | Los que sueñan, de Elio Quiroga                           |                                                                                         |                  |               | 6.000 €  | Adrián Guerra, Carlos Molinero, Ángel Sala, Marcela Serras, Javier Sierra. Secretario:                                                                              |  |
| 2016    | Los últimos años de la magia, de José Antonio Fideu       |                                                                                         |                  |               |          | |  |
| 2017    | Nieve en Marte, de Pablo Tébar Goyanes                    |                                                                                         |                  |               |          | |  |
| 2020    | Frontera oscura, de Sabino Cabeza Abuín                   |                                                                                         |                  |               |          | |  |
| 2021    | Más fría que la guerra, de Fabián Plaza Miranda           |                                                                                         |                  |               |          | |  |
| 2022    | Horizonte de estrellas, de Víctor Conde y Guillem Sánchez |                                                                                         |                  | 166           | 6.000 €  | |  |
| 2023    | Hija de la frontera, de Asier Moreno Vizuete              |                                                                                         |                  |               |          | |  |

## Participación
El premio celebrado en el año 2013, estuvo marcado por una masiva participación en la que la mayoría de los países o procedencias, duplicaron, triplicaron o incluso cuadriplicaron la media de los cinco años anteriores.

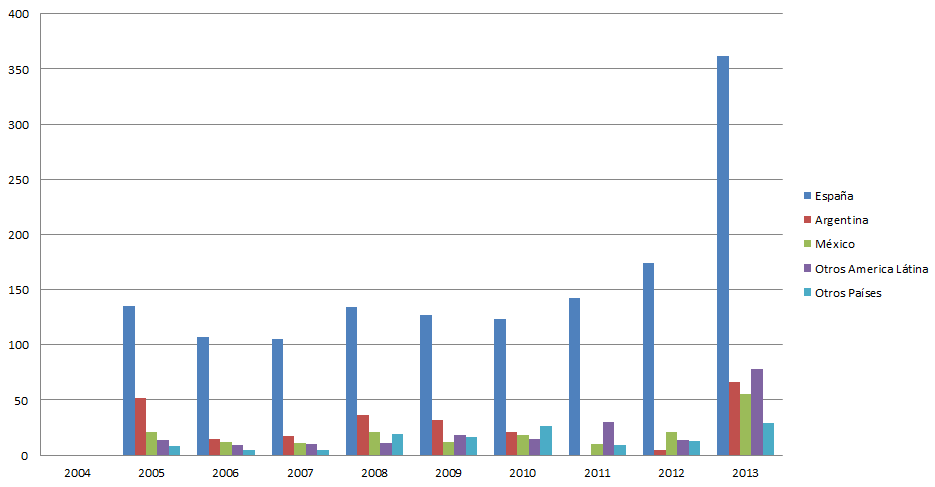
Número de participantes en el Premio Minotauro por año según la procedencia y el lugar de origen.